# Dejan Grabič
Dejan Grabič (* 21. September 1980 in Novo mesto) ist ein ehemaliger slowenischer Fußballspieler und heutiger -trainer.

## Karriere
Dejan Grabič begann seine Karriere in seiner Heimat bei NK Olimpija Ljubljana, für die er von 1999 bis 2004 in der Profimannschaft auflief. In den Jahren 2001 und 2002 wurde er jeweils kurzfristig zum FC Ljubljana verliehen. Im Sommer 2004 verließ er Slowenien und schloss sich dem österreichischen Verein SC Schwarz-Weiß Bregenz an. Bei den Vorarlbergern absolvierte er 20 Partien in der Bundesliga, konnte jedoch keinen Treffer erzielen und musste mit dem Verein in die Erste Liga, der zweithöchsten Spielklasse im österreichischen Fußball, absteigen. Da der Verein aufgrund finanzieller Probleme aufgelöst werden musste, verließ er Bregenz bereits nach einer Spielzeit und wechselte zurück nach Slowenien und unterschrieb bei NK Bela krajina. Nach einem weiteren Jahr transferierte er zu NK Domžale.
In der Saison 2007/08 erreichte er mit der Mannschaft in erste Qualifikationsrunde zur UEFA Champions League, in der das Team in zwei Partien den albanischen Vertreter KF Tirana besiegte. Auch in der zweiten Runde bestritt Grabič beide Partien, diesmal gegen Dinamo Zagreb, und schied nach zwei Niederlagen aus dem Wettbewerb aus. Im Sommer 2008 folgte der nächste Transfer und der Mittelfeldakteur wechselte zu Interblock Ljubljana. Auch mit Ljubljana erreichte er die Qualifikationsspiele für den internationalen Wettbewerb, jedoch nur im UEFA-Pokal. In der zweiten Runde unterlag die Mannschaft gegen den deutschen Vertreter Hertha BSC in zwei Partien. Im Sommer 2009 verließ er Slowenien erneut und unterzeichnete bei zyprischen Verein APOP Kinyras Peyias einen Vertrag bis zum Saisonende. Nach einer Zwischenstation beim albanischen Verein KF Skënderbeu Korça 2011 kehrte er in seine slowenische Heimat zurück. Im Januar 2013 beendete er bei NK Krka seine aktive Karriere.
Zum 1. Juli 2017 übernahm Dejan Grabič den Trainerposten beim damaligen slowenischen Zweitligisten NK Bravo. Mit dem aus Ljubljana stammenden Verein gelang ihm zum Ende der Saison 2018/19 der Aufstieg in die erstklassige Slovenska Nogometna Liga.

## Privates
Grabič ist verheiratet und hat einen Sohn. Er absolviert derzeit (Stand November 2020) einen Masterstudiengang im Bereich Sportmanagement.